# Gazeta Warszawska (1774)
Gazeta Warszawska – jedna z pierwszych warszawskich gazet ukazująca się regularnie przez długi czas, została założona po kasacie zakonu jezuitów w 1774 r., pierwotnie pod tytułem „Wiadomości Warszawskie”, była najstarszym dziennikiem.

## Początki tytułu
Pierwszym redaktorem naczelnym i jednocześnie właścicielem gazety był ex redaktor Kuriera Polskiego jezuita Stefan Łuskina, który po kasacie zakonu, pozbawiony możliwości wykładania w kolegium jezuickim, zajął się dziennikarstwem. Zapewniwszy sobie na mocy przywileju królewskiego, wydanego 9 listopada 1773, monopol dziennikarski w Warszawie (gazeta nie docierała poza stolicę), Łuskina starał się nie dopuścić do powstania pism konkurencyjnych. Cel redaktora naczelnego został osiągnięty – konkurencja nie powstała gdyż w tamtym czasie i tak nie było zapotrzebowania na inne tytuły.
Opis gazety z roku 1856:

Gazeta Warszawska powierzchniową szatą niczem się nie różniła od Wiadomości Warszawskich. Łuskina nie odskoczył od Bohomolca. Na czele każdego numeru, znajdował się herb Rzpltej o czterech polach, dwa orły i dwie pogonie, a we środku ciołek, herb panującego króla Stanisława. Wszystko to otaczała armatura z chorągwi, dział, kul i moździerzy. Nad herbem korona wznosiła się o pięciu łukach. Całą szerokość ćwiartki zajmowała ta ozdoba monarchiczna, która wskazywała, że pismo jest jakby urzędowe... Numer porządkowy gazety był pod koroną, i pod herbem dopiero tytuł i data. Druk nie zmienił sie także w niczem, litery wielkie dużo zabierały miejsca. Numera składały się z dwóch ćwiartek i z dodatku, który nazywał się dawniej addytamentem do gazet, a później po prostu suplementem. I suplement składał się z dwóch ćwiartek. Tak więc numer gazety całkowity miał arkusz druku, ale treści w numerze nie było więcej niż cztery szpalty.... Gazetę drukowano w dwie kolumny na stronnicy, suplement jednym ciągiem.... Numera wychodziły tylko dwa razy na tydzień, we środę i sobotę.... W powierzchowności swojej gazety, dwie jeszcze później zmiany zaprowadził ksiądz Łuskina: naprzód, że od roku 1781, pod herbem umieścił godło, niby charakteryzujące jego pismo. Godło to brzmiało po łacinie: nova et vetera (teraźniejszość i starożytność).... Drugą zmianę zaprowadził Łuskina w r. 1784, bo wtedy dał druk wielki i wyraźniejszy. (Pierwszy No 82 tak wyszedł).

W okresie tym gazeta była postrzegana jako skrajnie wsteczna, ponieważ Łuskina był przeciwnikiem prądów oświeceniowych. Rosja i Prusy, gdzie nie uznano kasaty jezuitów, były z kolei bardzo silnie chwalone.
Łuskina potępiał „Gazetę Narodową i Obcą” jako pismo kontrabandowe i zwalczał liberalizm pod każdą postacią. Spowodowało to wystąpienie licznych polemik (także wierszowanych) oraz paszkwili na redaktora naczelnego.
Ten pierwszy okres istnienia gazety zakończył się wraz ze śmiercią Łuskiny w roku 1793. Przez kolejne parę miesięcy wydawał ją Tadeusz Włodek. Przedostatni numer, 104, wyszedł 28 grudnia 1793. W ostatnim 105 numerze był zamieszczony anons o exemplarzu całkowitym z ostatniego kwartału do nabycia w księgarni Kocha obok kościoła Ś. Jana w cenie 4 złp w oprawie a’la rustica. Na sejmie grodzieńskim wyłączny przywilej wydawania pism politycznych w Warszawie otrzymał Gostyński, mianowany przez króla Kommissarzem w Komissyi Policji. W roczniku Poznańskiego Towarzystwa Przyjaciół Nauk czytamy: „Gazeta ta wychodziła do dnia 26 kwietnia 1794 pod nazwą Gazety Krajowej z godłem: Lege et Elige. Z dniem tym przybrała nazwę Gazety Wolnej Warszawskiej; a dnia 15 listopada, po tygodniowej przerwie, po zajęciu stolicy przez Moskali, wychodzić zaczęła pod nazwą Gazety Warszawskiej”.

## Własność rodziny Lesznowskich
Gazeta została następnie kupiona i odtworzona w 1794 przez Antoniego Lesznowskiego. Po pewnych perturbacjach kontynuował wydawanie tytułu od 1796. W połowie XIX w., pod kierownictwem Antoniego Lesznowskiego juniora, pismo stało się bardzo dochodowym przedsięwzięciem. Po powstaniu styczniowym „Gazeta Warszawska” zaczęła przechodzić kryzys. W tym czasie za tytuł odpowiadał brat Antoniego juniora – Ludwik. Po jego śmierci w 1875 pismo wydawał jego syn – Stanisław. Periodyk coraz bardziej ewoluował politycznie w kierunku endeckim. Z powodów politycznych tytuł był formalnie zawieszony w latach 1906–1909. Tuż przed śmiercią Stanisław prawa wydawnicze „Gazety Warszawskiej” przekazał Maurycemu Zamoyskiemu. Zawieszenie pisma nastąpiło z przyczyn politycznych 27 grudnia 1906 (publikacja artykułu Z roku 1863). Tytuł wznowiono w listopadzie 1909.

## Organ endecji
Tytuł był drukowany do 1915, kiedy to na trzy lata został zawieszony. Gazeta zaczęła wychodzić na nowo 16 listopada 1918, dalej jako organ Narodowej Demokracji. Gazeta wydawana była pod różnymi nazwami do 1935 r. Od 1925 r. po połączeniu z „Gazetą Poranną Dwa Grosze” wychodziła pod tytułem „Gazeta Poranna Warszawska”. Po rozłamie w redakcji od końca lutego 1928 wydawana pod dawnym tytułem. Zakazana przez władze sanacyjne za skrajnie prawicowe poglądy w 1935 r., ukazywała się pod tytułem „Warszawski Dziennik Narodowy” do 1939 r. Na łamach pisma dochodziło do pochwalania faszyzmu. Roman Dmowski w 1925 roku pisał w nim: "Gdybyśmy byli podobni do dzisiejszych Włoch, gdybyśmy mieli taką organizację, jak faszyzm, gdybyśmy wreszcie mieli Mussoliniego, największego niewątpliwie człowieka w dzisiejszej Europie, niczego więcej nie byłoby nam potrzeba".
Redaktorami naczelnymi gazety byli m.in.:
- 1859–1889: Józef Kenig
- 1906–1909: Maurycy Zamoyski
- 1909–1915: Stanisław Kozicki[11]
- 1918-1925: Zygmunt Wasilewski[12]